# Trang viên ở Nekla

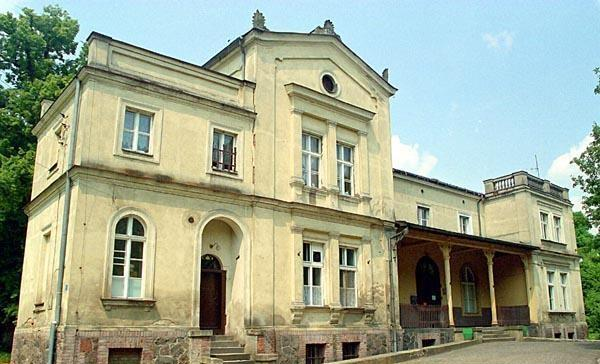
Trang viên ở Nekla (2001)

Trang viên ở Nekla (tiếng Ba Lan: Dwór w Nekli) là một trang viên lịch sử ở Nekla, thuộc huyện Wrzesiński, tỉnh Wielkopolskie, Ba Lan. Trang viên có tên trong sổ đăng ký di tích.

## Lược sử hình thành
Trang viên được gia đình quý tộc Żółtowski xây dựng vào khoảng năm 1870. Năm 1945, một cơ sở y tế được thành lập trong trang viên. Cơ sở này được đổi tên thành Trung tâm y tế vào năm 1957. Từ năm 1948, một trường mẫu giáo và một thư viện công cộng (cho đến năm 2009) cũng đặt trụ sở tại đây.

## Kiến trúc
Đây là một công trình kiến trúc chịu ảnh hưởng của Chủ nghĩa Chiết trung, được xây dựng dưới dạng một căn biệt thự Ý rộng lớn. Ban đầu, tất cả các cửa sổ ở tầng trệt đều được thiết kế theo hình bán nguyệt.
Trang viên nằm trong một công viên có diện tích 11,2 ha. Công viên này nổi tiếng với nhiều cây xanh lâu đời, được xem như những tượng đài tự nhiên, gồm: các cây sồi với chu vi thân từ 420–600 cm, cây thông đen, cây nho đen và cây lê lâu đời nhất ở Ba Lan (217 tuổi).
Trong khu vực trang viên có một địa điểm khảo cổ. Địa điểm này có lẽ là tàn tích của một thành trì từ đầu thời Trung cổ.